# Yläjärvi (Kälkäjärvet)
Yläjärvi (Kälkäjärvet) är den övre, nordvästra av två sjöar benämnda Kälkäjärvet, i kommunen Joutsa i landskapet Mellersta Finland i Finland. Arean är 34 hektar och strandlinjen är 3,76 kilometer lång. Sjön  ingår i Kymmene älvs huvudavrinningsområde.   Den ligger omkring 40 kilometer sydöst om Jyväskylä och omkring 210 kilometer norr om Helsingfors. 
Öster om Yläjärvi ligger Mustajoki och Alajärvi (Kälkäjärvet). 